# Ataque en Antioquia de 2024
El Ataque en Antioquia de 2024 ocurrió el 21 de noviembre de 2024, en el municipio de Anorí (Antioquia), 5 militares (1 cabo segundo y cuatro soldados) fueron asesinados y otros 4 militares y 1 civil heridos por la guerrilla del Ejército de Liberación Nacional (ELN).

## Antecedentes
Anorí (Antioquia) ha contado con la presencia histórica del ELN, la guerrilla más antigua de Colombia y en diálogos de paz con el gobierno colombiano. De igual manera se encuentra el Espacio Territorial de Capacitación y Reincorporación La Plancha de excombatientes de la antigua guerrilla de las Fuerzas Armadas Revolucionarias de Colombia - Ejército del Pueblo (FARC-EP).

## Acontecimiento
El ataque atribuido a al Frente Héroes y Mártires de Anorí y al Frente de Guerra Darío Ramírez Ramos, fue realizado con explosivos fue dirigido contra los soldados de la Brigada 14 de la Séptima División del Ejército Nacional que se encontraban protegiendo el Espacio Territorial de Capacitación y Reincorporación La Plancha en Anorí (Antioquia).

## Reacciones
El ataque fue condenado por el ministro de Defensa, Iván Velásquez, el ministro del Interior, Juan Fernando Cristo, y por el gobernador de Antioquia, Andrés Julián Rendón.